# Phong trào đòi sự thật về vụ 11 tháng 9

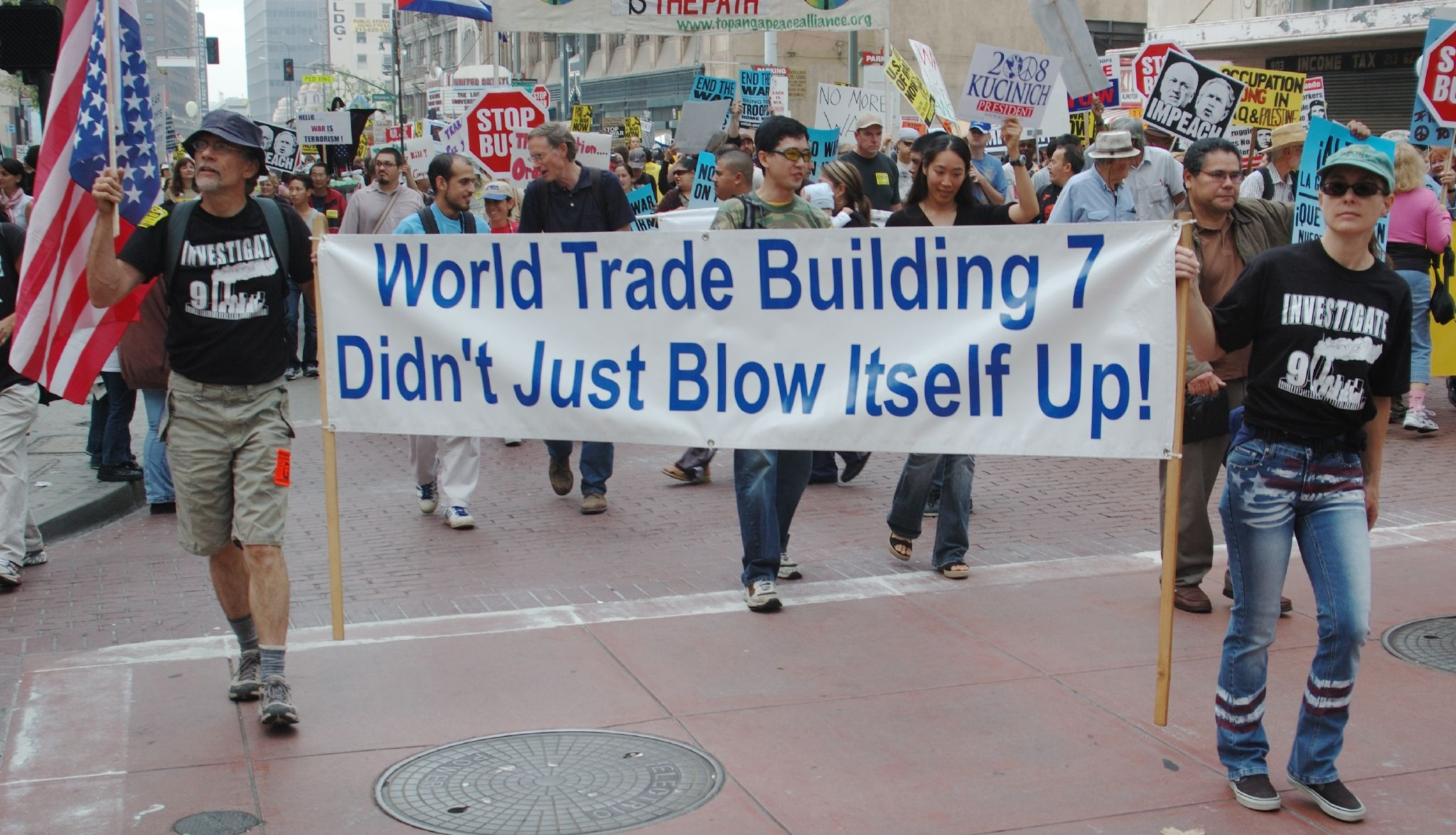
Những người ủng hộ phong trào đòi sự thật về vụ 11 tháng 9 tại một cuộc biểu tình ở Los Angeles, tháng 10 năm 2007

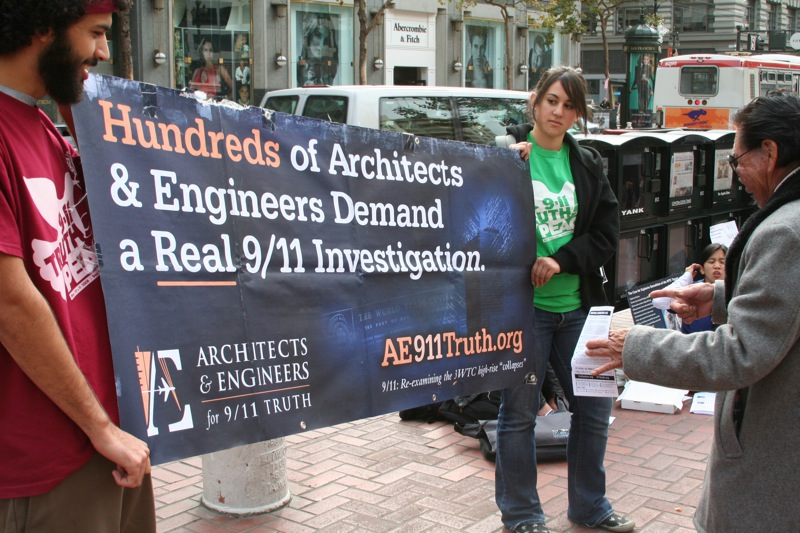
Hai người giữ một biểu ngữ của kiến trúc sư và kỹ sư cho sự thật về 11 tháng 9

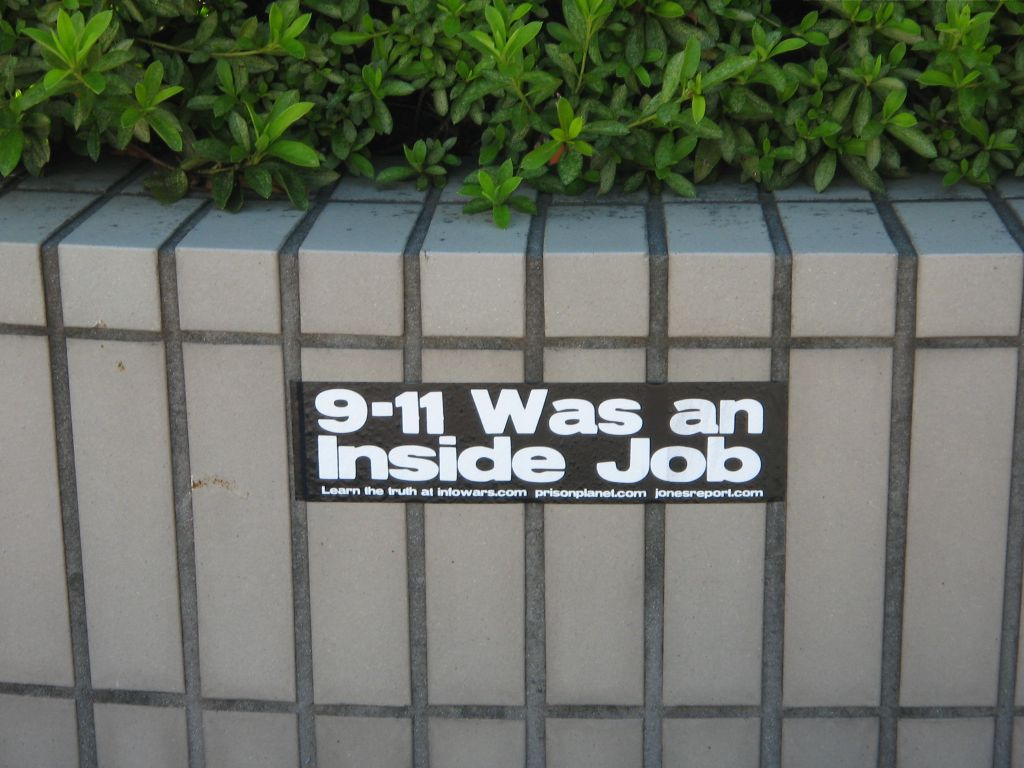

Phong trào đòi sự thật về vụ 11 tháng 9 là tên gọi chung của các tổ chức và cá nhân không tin hoặc nghi ngờ vào cách giải thích chính thức của chính phủ Mỹ về Sự kiện 11 tháng 9.
Những người ủng hộ và thảo luận các giả thuyết khác nhau về cách thức các cuộc tấn công xảy ra và kêu gọi một cuộc điều tra mới đối với những vụ tấn công. Tuy nhiên cũng có nhiều chỉ trích cho rằng phong trào này đã loại bỏ các bằng chứng thực tế cho thấy chính al-Qaeda đã nhúng tay vào các vụ tấn công ngày 11 tháng 9, thí dụ như các cuộc gọi điện thoại của các nạn nhân từ các chuyến bay bị không tặc và các cuộc thú nhận từ các lãnh đạo của al-Qaeda bị bắt và không bị bắt. Tuy nhiên, một số phân tích cho thấy các cuộc gọi điện thoại này có khả năng đã bị giả mạo dùng kỹ thuật voice morphing, dù kỹ thuật này không thể che giấu được việc các máy bay tử nạn ở ngoài vòng phủ sóng của các trạm gsm trên mặt đất, và các thú nhận từ lãnh đạo của al-Qaeda có thể được tạo dựng và lấy được nhờ tra tấn. Một số ý kiến khác cho rằng các cuộc gọi điện thoại từ các máy bay bị cướp có thể thực hiện được nhờ các máy bay này đã được trang bị các hệ thống vô tuyến điện chưa phổ biến vào năm 2001 cho phép tiếp vận sóng điện từ từ các điện thoại của hành khách chuyển tới các trạm điện thoại dưới mặt đất, và điều này chứng tỏ việc cướp máy bay đã được thực hiện trong sự chuẩn bị của một số thành viên có quyền lực trong bộ máy chính quyền Hoa Kỳ.

## Sự kiện 11 tháng 9

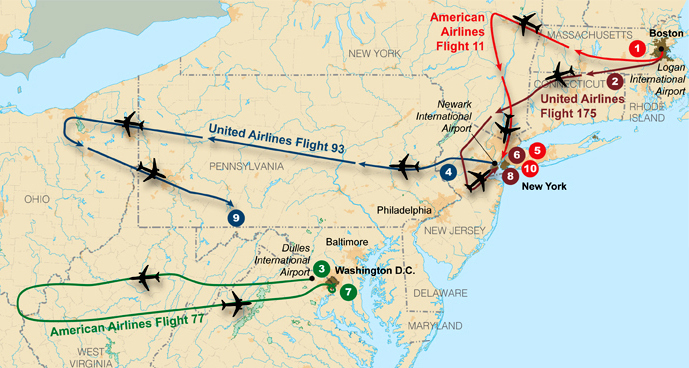
Quỹ đạo bay của bốn máy bay bị cướp ngày 11 tháng 9 năm 2001.

Lược đồ vị trí hai máy bay đâm vào WTC 1 và 2 nhìn từ cao xuống

Lược đồ vị trí hai máy bay đâm vào WTC 1 và 2 nhìn từ ngang sang

Thiết kế sàn và bố trí thang máy của Trung tâm Thương mại Thế giới số một và hai

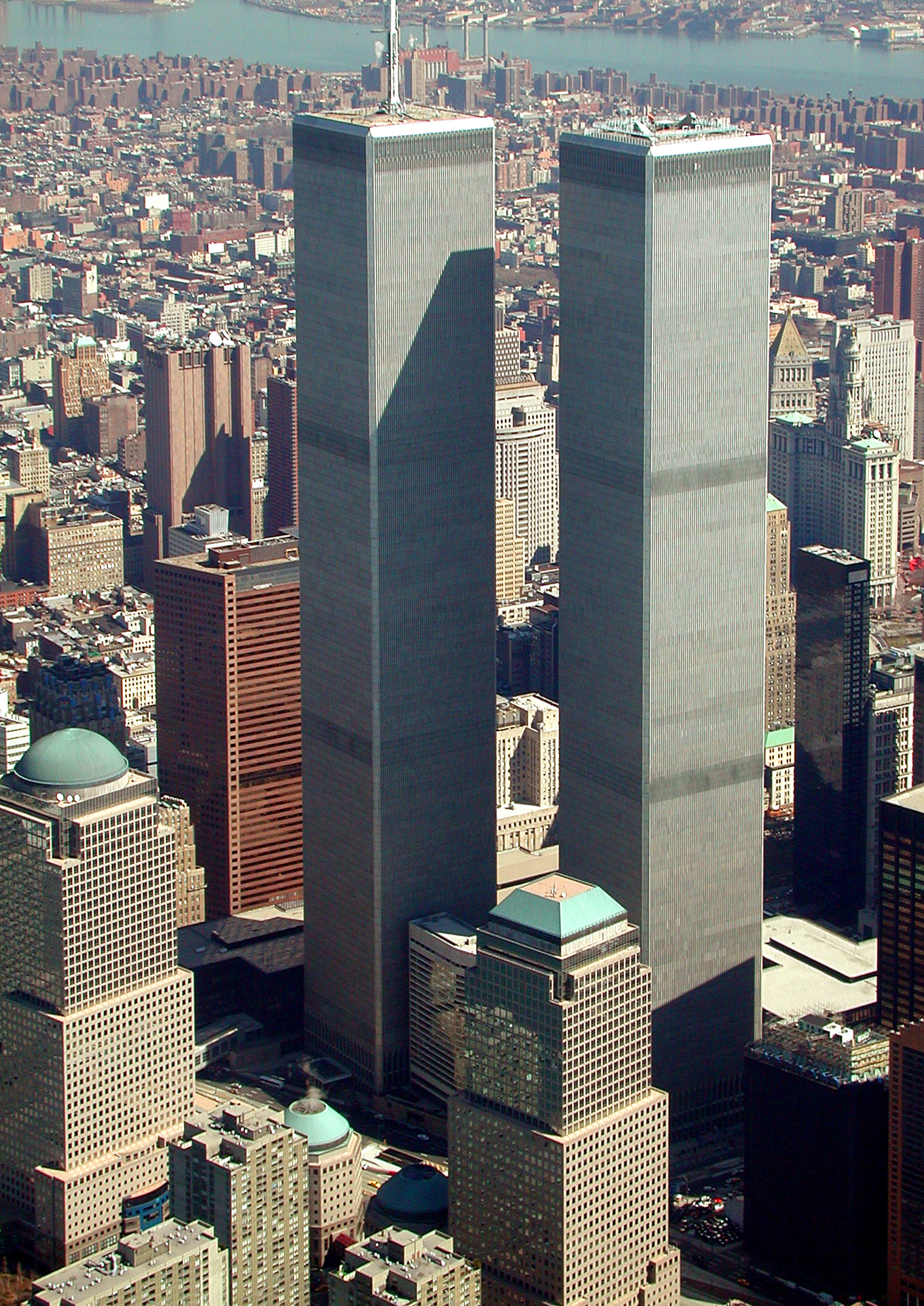
Ảnh chụp cả ba tòa nhà WTC1 WTC2 và WTC7 tháng 3 năm 2001

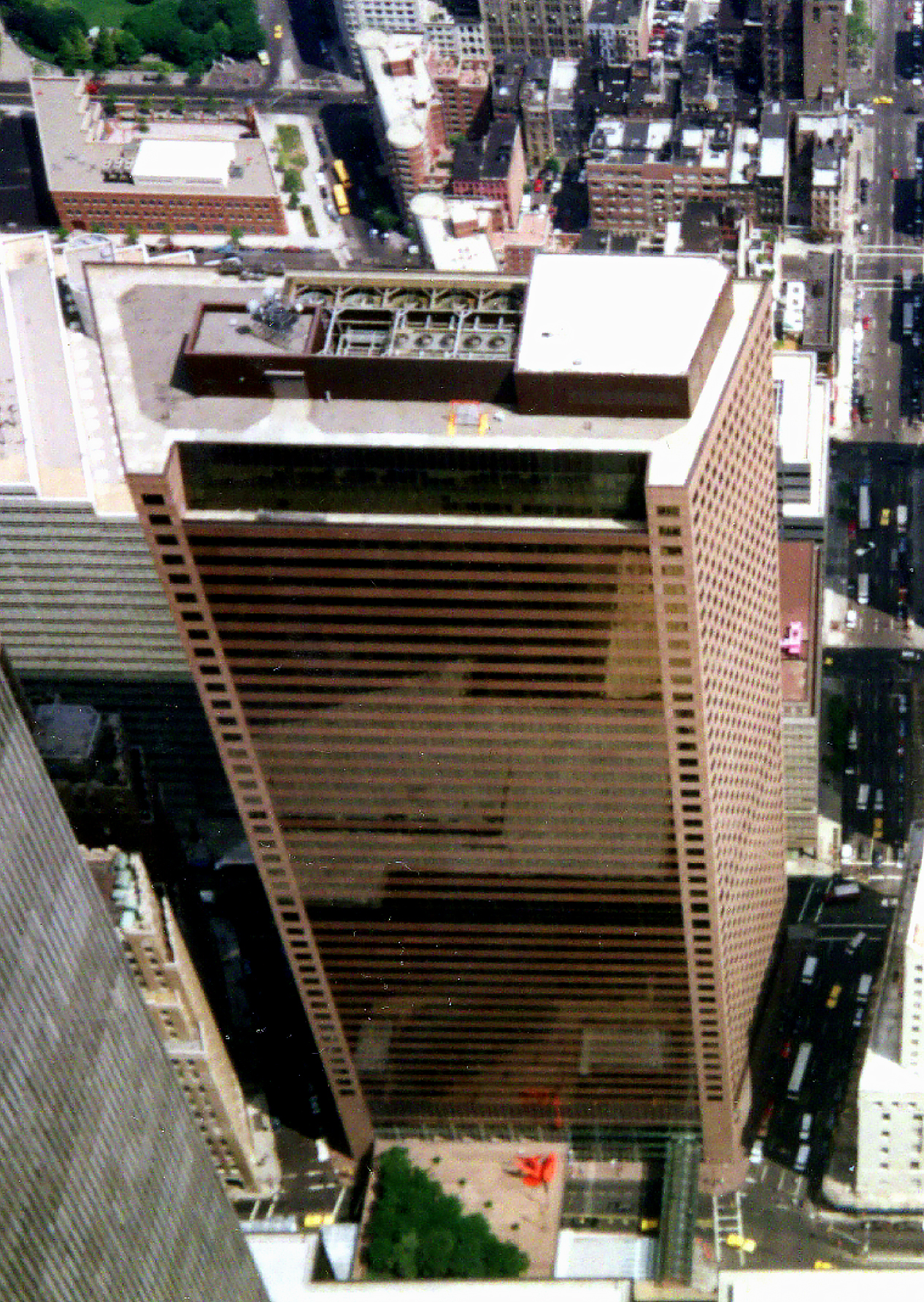
Tòa nhà 47 tầng cao 186 mét cũng bị sụp đổ hoàn toàn vào 17h21 chiều ngày 11/9/2001

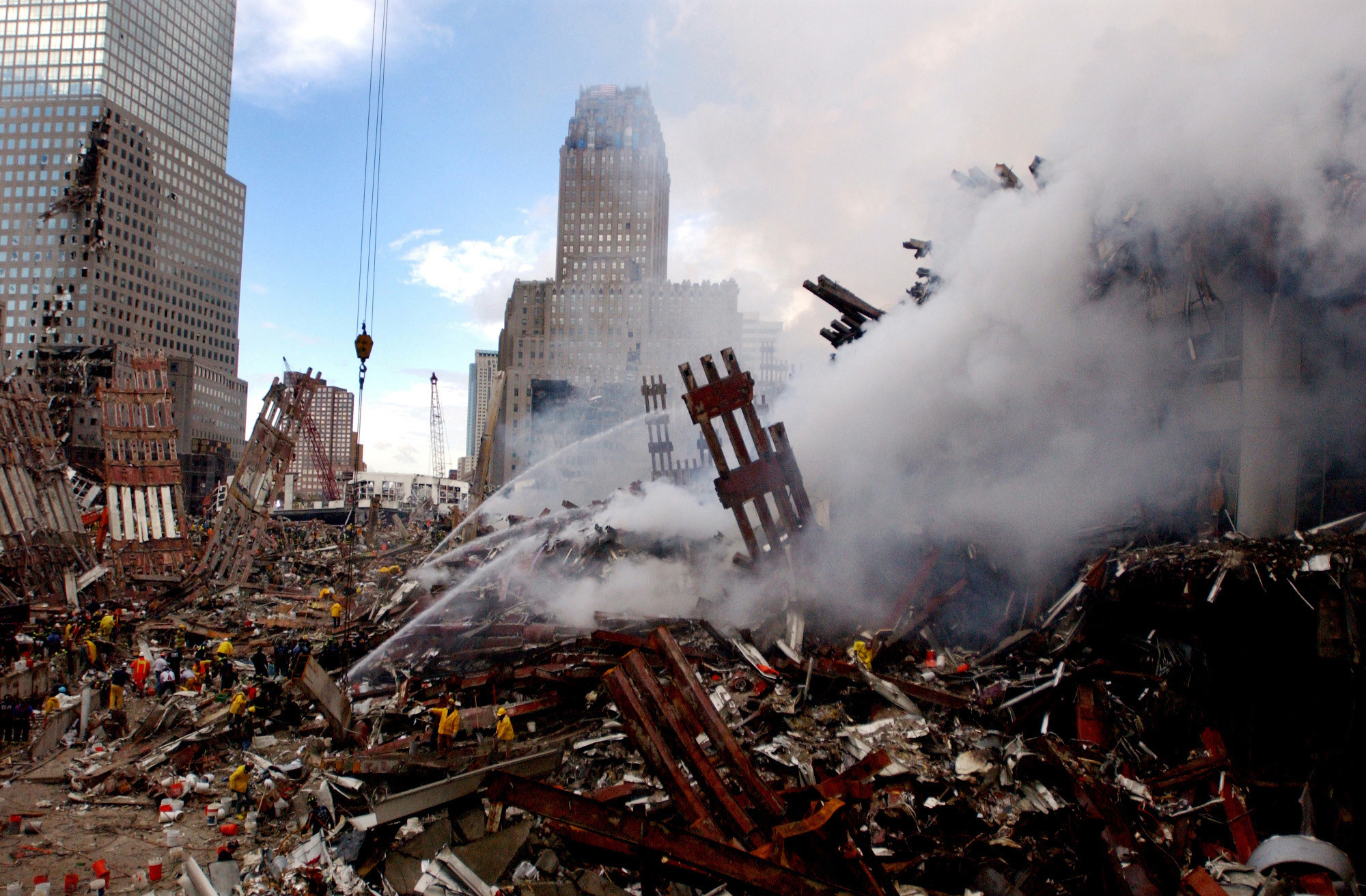
Đống đổ nát còn lại của World Trade Center 13/9/2001

Theo chính phủ Mỹ và các cơ quan truyền thông đại chúng chính thống của nước này, đây là một vụ khủng bố được tổ chức và thực hiện bởi các phần tử Hồi giáo cực đoan đứng đầu là Osama bin Laden, đào tạo và sử dụng 19 chiến binh Hồi giáo cảm tử, dùng dao cướp 4 máy bay hành khách và lái thành công 3 trong số đó đâm vào hai tòa nhà ở New York và Lầu Năm Góc. Chuyến bay 11 của American Airlines đâm vào mé bắc của toà Tháp Bắc WTC vào lúc 8:46:40 sáng giờ địa phương. Chuyến bay 175 của United Airlines đâm vào toà Tháp Nam, vào lúc 9:03:11 sáng giờ địa phương. Chuyến bay 77 của American Airlines lao vào Lầu Năm Góc vào lúc 9:37:46 sáng giờ địa phương. Chuyến bay số 93 của United, rơi xuống Shanksville, Pennsylvania, cách thủ đô Washington D.C khoảng 240 km theo hướng Tây Bắc vào lúc 10:03:11 sáng giờ địa phương, không theo kế hoạch của bốn không tặc trên máy bay này vì các hành khách trên máy bay đã cướp lại được phòng lái và đâm máy bay xuống đất.

## Giả thuyết âm mưu
Theo các thành viên của phong trào đòi sự thực về vụ 11 tháng 9 thì cách lý giải chính thống của chính phủ Mỹ về vụ 11 tháng 9 không đầy đủ và cố tình bỏ qua một số tình tiết quan trọng sau đây:
1. Chỉ có hai tòa nhà ở Trung tâm Thương mại Quốc tế số 1 và 2 bị máy bay đâm vào, nhưng trong ngày 11 tháng 9 ở New York có ba tòa nhà bị phá hủy bao gồm cả một tòa nhà số 7 sụp đổ vào lúc 17 giờ 21 phút giờ địa phương. Lượng bụi rất lớn và lan rộng hàng kilo-mét dưới chân các tòa nhà nhìn thấy trên ảnh và phim chụp vài giây đến một phút ngay sau khi các tòa nhà này sụp đổ hoàn toàn cho thấy bê tông cốt thép của chúng đã bị phá hủy bằng thuốc nổ ngay trong không trung chứ không thể do hỏa hoạn và sụp đổ do trọng lượng mà thôi.
2. Thời gian sụp đổ của cả ba tòa nhà số 1, 2 và 7 đều rất ngắn và xấp xỉ với thời gian của chuyển động rơi tự do không có vật cản. Chiều cao của ba tòa nhà này là 416 mét, 416 mét và 186 mét và thời gian sụp của chúng là khoảng 11 giây cho hai tòa nhà sụp buổi sáng và 7 giây cho tòa nhà thấp hơn bị sụp đổ buổi chiều. Trong điều kiện không có lực cản không khí hay bất kỳ lực cản nào khác, với gia tốc trọng trường, 3 quả táo rơi từ những độ cao này sẽ mất 9,2 giây, 9,2 giây và 6,1 giây. Hãy tưởng tượng vào thời điểm tòa nhà WTC2 cao 416 mét bắt đầu sụp đổ, bạn là một lính cứu hỏa của thành phố New York đã leo lên đỉnh tòa nhà. Hãy giả tưởng là bạn mặc áo chịu nhiệt tới 5000 độ C và có xương thịt bằng wolfram, chịu được va đập với vận tốc 100 mét/giây. Trong vòng 9,2 giây tiếp theo, bạn nhận thấy mình rơi tự do với gia tốc trọng trường 9,81 m/s2 và tiếp đất với vận tốc va đập là 9,2 s * 9,81 m/s2 tức là khoảng 90 m/s hay là 325 km/h. Bạn ngạc nhiên nhận ra rằng bạn là người duy nhất sống sót, và hàng ngàn tấn bê tông cốt thép không hề cản trở bạn một chút nào trong lúc bạn rơi tự do. Tiếc rằng không có ai trong số lính cứu hỏa hy sinh hôm đó có khả năng như bạn.
3. Các tòa nhà nói trên đều được xây dựng từ bê tông và cốt thép, nhiệt độ nóng chảy của thép là khoảng 1400 độ C. Trong khi đó nhiệt độ cháy của xăng máy bay hay và của các thiết bị văn phòng có trong các tòa nhà này khó lòng vượt qua được ngưỡng 400-500 độ C. Người ta đã ghi nhận các cuộc nói chuyện điện đài của những người lính cứu hỏa đã leo đến những tầng nơi máy bay đâm vào, và họ chịu được nhiệt độ cháy của đám cháy ở những nơi đó ngay trước khi tòa nhà sụp đổ.
4. Lỗ thủng ở Lầu Năm Góc quá nhỏ và quá dài so với kích thước của máy bay Boeing 757 (chuyến bay 77 của American Airlines) và không thấy các bộ phận cánh và động cơ của loại máy bay này ở hiện trường tại Lầu Năm Góc.
5. Các mảnh vụn của chuyến bay bị rơi ở Shanksville, Pennsylvania không tập trung ở một chỗ mà rải ra trên một khoảng cách lớn hơn 10 km (8 dặm). Điều này dẫn đến nghi ngờ là máy bay này đã bị phá hủy ở trên không. Đường bay của ba máy bay đâm được vào các mục tiêu ở New York và Lầu năm góc đi theo những quỹ đạo rất khó lái theo kinh nghiệm của các phi công tham gia vào phong trào đòi sự thực về vụ 11 tháng 9.[14]
6. Các cuộc nói chuyện điện thoại từ điện thoại cầm tay của nạn nhân trước khi máy bay rơi được thực hiện từ độ cao ngoài vòng phủ sóng của trạm tiếp vận GSM trên mặt đất.
7. Một số put option của hai hãng hàng không United Airlines và American Airlines cho phép sinh lợi trên sự sụt giảm giá của các cổ phiếu của hai hãng này đã được đặt mua với số lượng lớn trước ngày 11 tháng 9. Giao dịch call option của cổ phiếu của Raytheon, nhà sản xuất của Tomahawk và các tên lửa Patriot (và công ty mẹ của E-Systems, có khách hàng bao gồm Cơ quan An ninh Quốc gia và CIA), tăng đột ngột sáu lần ngay trước ngày 11 tháng 9.[15][16][17]
8. Phôi bệnh than (anthrax), có xuất xứ bị tình nghi là từ các phòng thí nghiệm quân sự của Mỹ, được sử dụng gửi qua bưu điện tới một số cơ quan báo chí và thành viên quốc hội Mỹ ngay sau 11 tháng 9.
9. Nano-thermite một loại thuốc nổ quân sự rất mịn dựa trên phản ứng nhiệt nhôm 2Al + Fe2O3 = Al203 + 2Fe sinh ra nhiệt độ làm nóng chảy sắt thép được tìm ra trong bụi của ngày 11 tháng 9. Phản ứng nhiệt nhôm này có thể giải thích nhiệt độ rất cao của đống đổ nát duy trì hơn một tuần sau khi các tòa nhà sụp đổ, theo ABCNews ngày 18/9/2001 trích lời các quan chức phụ trách cứu hỏa, nhiệt độ ở tâm đám đổ nát đang cháy là khoảng 2000 độ F (1093 độ C).

Một số nghi ngờ về cách lý giải của chính phủ Mỹ cho sự kiện 11 tháng 9 đã xuất hiện từ rất sớm. Donald Trump, hiện là tổng thống Mỹ, trong lúc trả lời phỏng vấn trực tiếp ngày 11 tháng 9 năm 2001, của đài truyền hình địa phương của New York, WWOR/UPN 9 News, đã đưa ra giả thuyết "Tôi thì nghĩ rằng chúng đã không chỉ dùng một chiếc máy bay mà dùng cả những quả bom phát nổ gần như đồng thời, bởi vì tôi không thể tưởng tượng bất cứ cái gì có thể đi xuyên qua qua bức tường đó. Hầu hết các tòa nhà được xây dựng bằng thép ở bên trong xung quanh trục thang máy. Cái nhà này đã được xây dựng từ bên ngoài, đó là cấu trúc mạnh nhất bạn có thể có, và nó sụp đổ gần như giống như một lon súp."   Michael Ruppert trong một buổi thuyết trình tại Đại học Tổng hợp Bang Oregon cho rằng động cơ địa chính trị, xây dựng đường ống dẫn dầu và buôn bán ma túy đã đẩy nước Mỹ vào cuộc xâm lăng Afghanistan và việc bốn máy bay hành khách có thể bị cướp cùng một lúc mà không bị không quân Hoa Kỳ bắn hạ là hoàn toàn phi lý. Cuốn sách đầu tiên "Sự dối trá khủng khiếp" (L'Effroyable imposture) được xuất bản đầu năm 2002, nửa năm sau vụ 11 tháng 9, bán được 20.000 cuốn ngay trong 2 giờ bán hàng đầu tiên. "Chúng tôi đã bán được 2.500 bản trong 10 ngày, khi một cuốn tiểu thuyết" bom tấn "có thể bán 1.500 trong một tháng", một phát ngôn viên tại FNAC Les Halles, một trong những hiệu sách lớn nhất của Pháp, cho biết. "Đó là một hiện tượng." Vào ngày 11 tháng 6 năm 2002, bốn thành viên gia đình của các nạn nhân vụ 11 tháng 9 đã đến quốc hội Mỹ đòi một cuộc điều tra độc lập về vụ 11 tháng 9. Đến cuối năm 2003, hai chính trị gia cấp bộ trưởng của Đức (Andreas von Bülow) và Anh (Michael Meacher) cũng công khai viết sách và báo tỏ ý nghi ngờ về lý giải chính thức của chính phủ Mỹ về vụ 11 tháng 9. Trong khoảng 2005 đến 2007, phong trào tập trung sự chú ý tại Mỹ nhờ Stephen E. Jones với các bài viết tập trung vào khía cạnh vật lý của sự sụp đổ đối xứng và hoàn toàn của WTC7. Tiếp đó, buổi nói chuyện của David Ray Griffin tại đại học tổng hợp Wisconsin-Madison được chuyển tải toàn quốc trên kênh truyền hình C-SPAN2 vào ngày 18/4/2005. Đến cuối năm 2007, Francesco Cossiga, cựu tổng thống Ý, người cũng đã từng làm thủ tướng và bộ trưởng nội vụ, phát biểu công khai trên nhật báo lớn nhất của Ý, về sự giả mạo của các clip video của Osama bin Laden, rằng "...tất cả các tầng lớp hoạt động dân chủ của Mỹ và châu Âu, với những người đi đầu của phong trào cánh tả Ý, bây giờ đều biết rõ rằng các cuộc tấn công thảm khốc đã được lên kế hoạch và thực hiện bởi CIA Mỹ và Mossad Israel với sự giúp đỡ của thế giới Do Thái để cáo buộc các nước Ả Rập và thuyết phục các cường quốc phương Tây can thiệp vào Iraq và Afghanistan." Đến 23 tháng 9 năm 2010, tổng thống Iran, trong bài phát biểu bị phản đối kịch liệt bởi các nhà ngoại giao Mỹ và EU tại Liên Hợp Quốc, nhưng được Nga chuyển tải toàn bộ trên kênh truyền hình RT đã bày tỏ nhiều nghi ngờ và đòi Liên Hợp quốc điều tra lại sự kiện 11/9.

Pentagon 3 ngày sau vụ tấn công

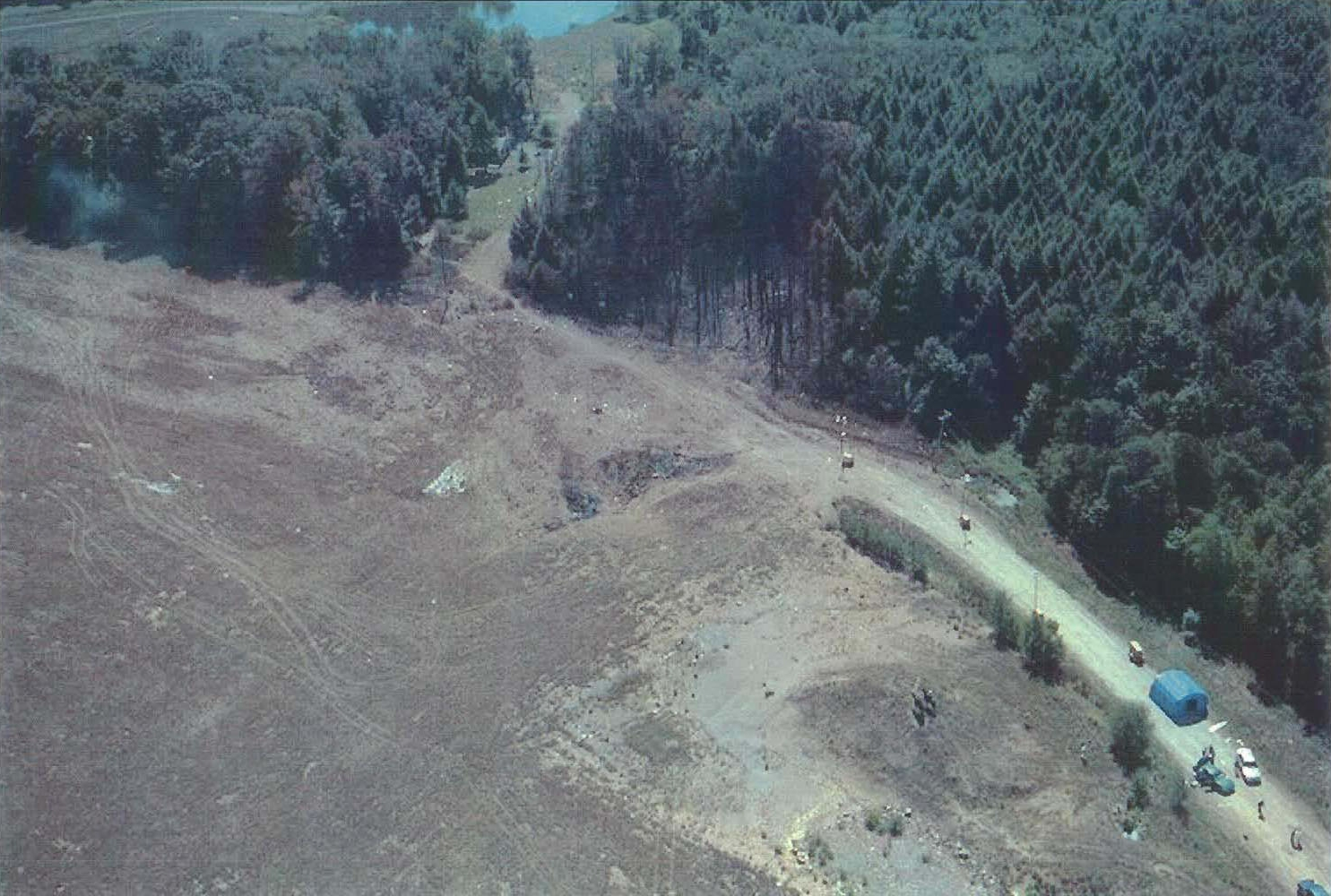
Cảnh ở Somerset County, Pennsylvania, nơi chuyến bay 93 đã bị rơi

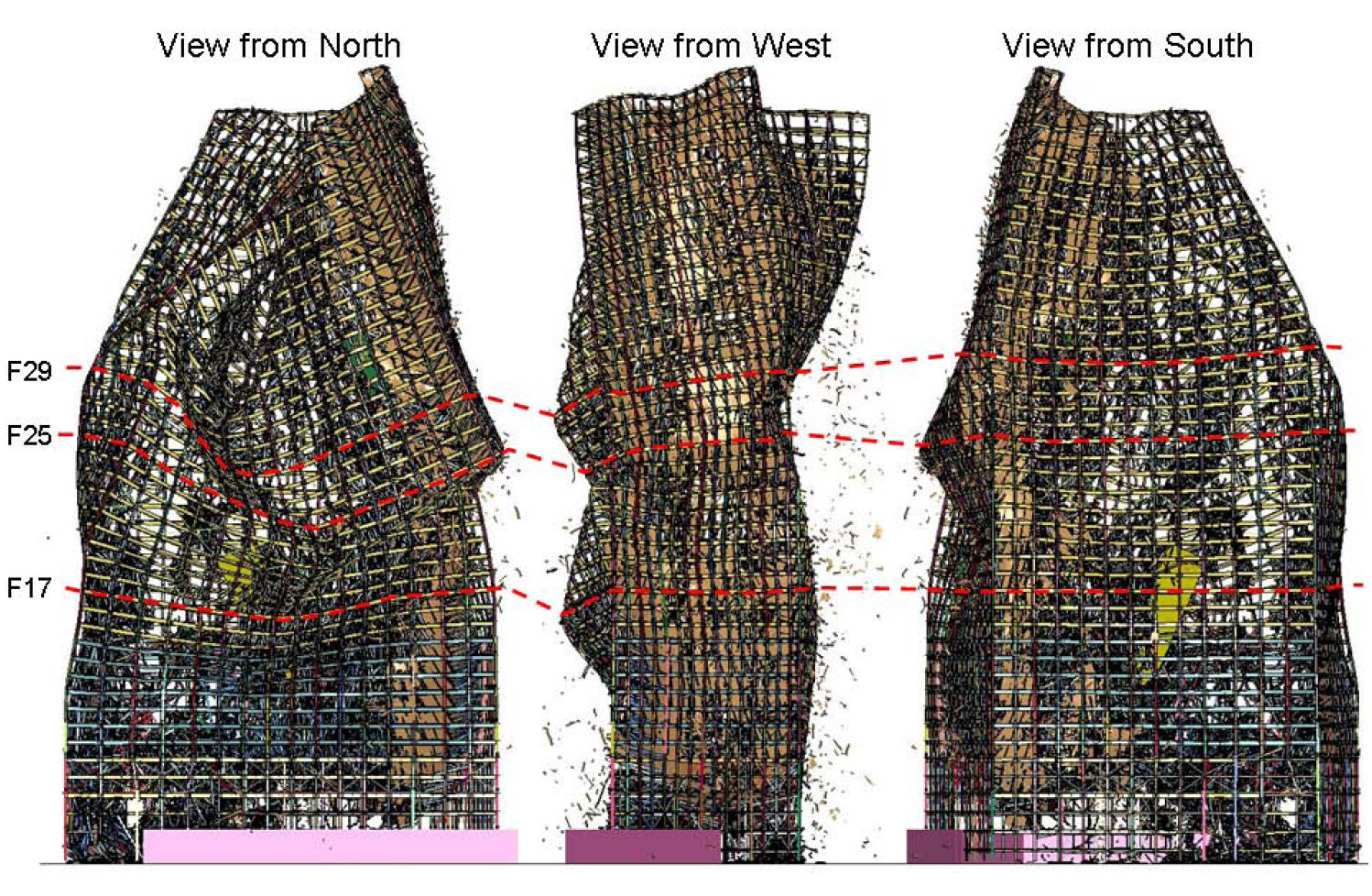
Minh họa biến dạng bên ngoài của tòa nhà WTC 7 sau khi sự sụp đổ toàn bộ bắt đầu

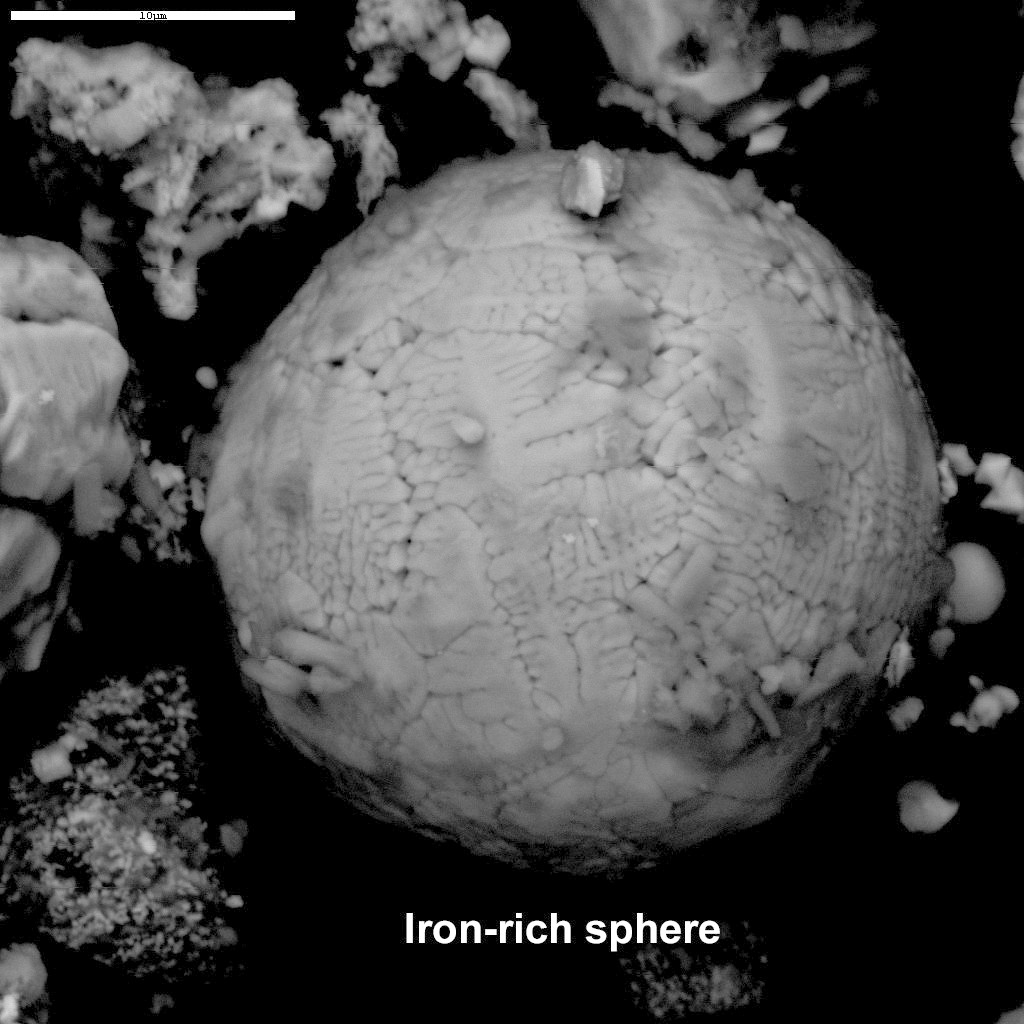
Hạt bụi hình cầu giàu sắt được tìm thấy trong đống tro tàn của Trung tâm Thương mại Thế giới, Cục Khảo sát địa chất Mỹ (USGS) và RJ LeeGroup, Inc. Hạt bụi sắt hình cầu cho thấy sự hiện diện của sắt ở dạng lỏng và sức căng bề mặt của chất lỏng này đã tạo ra "giọt sắt". Giọt sắt đông này cho thấy nhiệt độ trong vụ 11 tháng 9 đã vượt quá điểm nóng chảy của sắt (1538 °C). Chúng được hình thành ở nhiệt độ cao hơn nhiều so với các vụ cháy văn phòng và là một sản phẩm cuối cùng phổ biến của phản ứng nhiệt nhôm

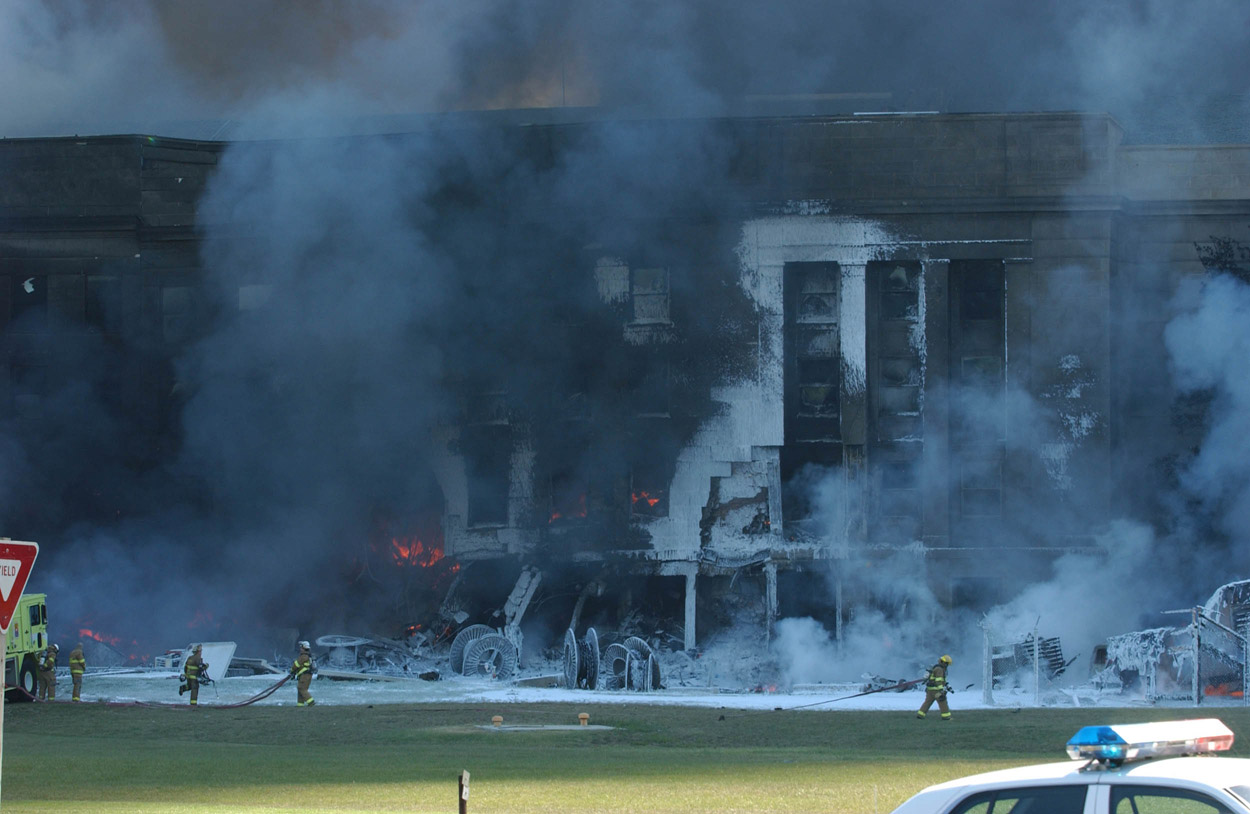
Pentagon trước khi sự sụp đổ của bức tường bên ngoài, 11.9.2001.
Pentagon sau khi sự sụp đổ của bức tường bên ngoài, 11.9.2001
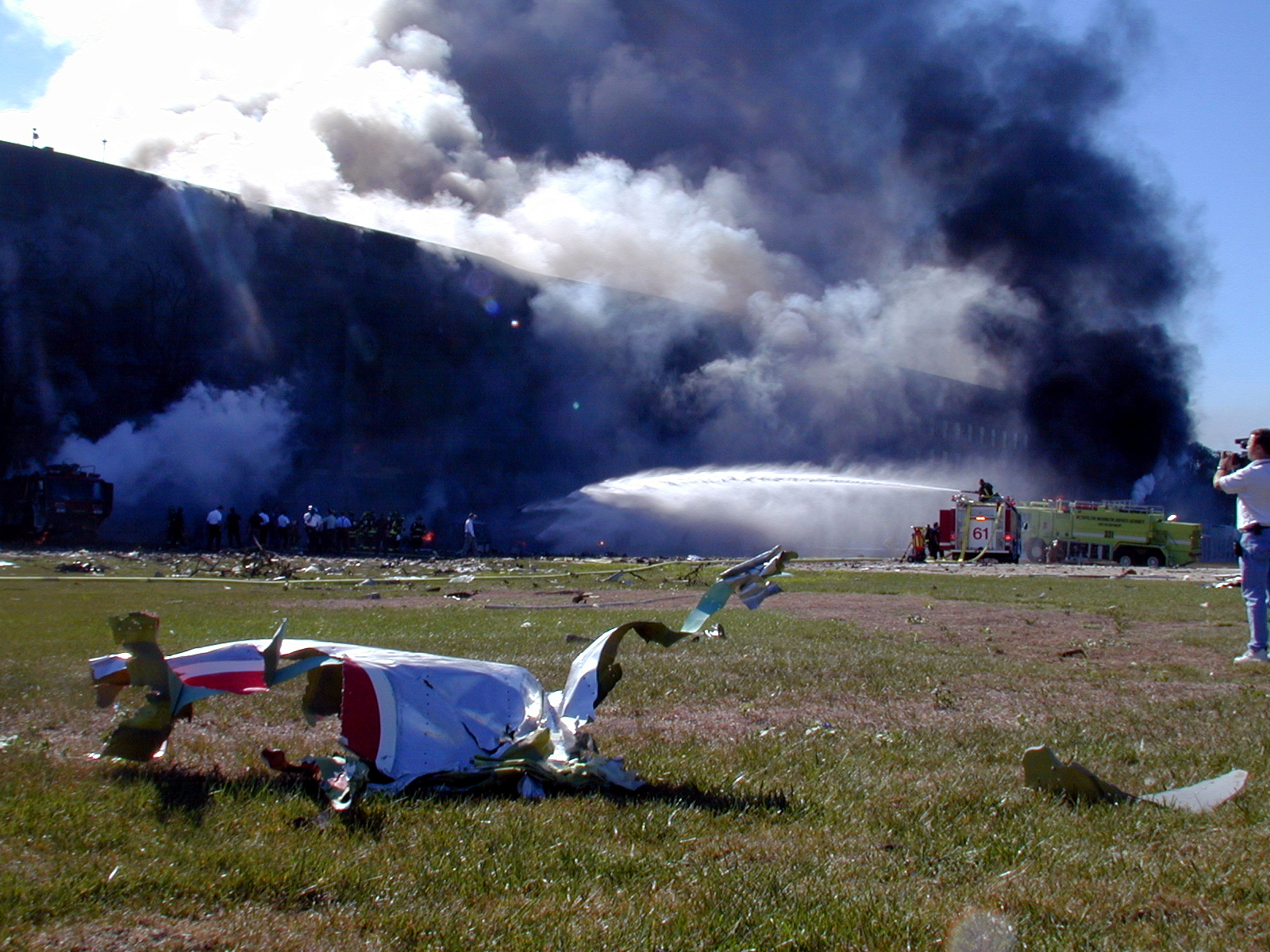
Đống đổ nát tại Pentagon.

## Các chỉ trích phong trào
Năm 2006, một nhà phê bình của Tạp chí Time nhận định rằng một vấn đề chính với các bộ phim như Loose Change và phần lớn các giả thuyết về âm mưu 9 tháng 11 nói chung là "khi càng có nhiều người nghĩ về chúng thì càng có nhiều người nhận thấy rằng họ lệ thuộc vào các bằng chứng suy diễn bao nhiêu, những thực tế chưa qua phân tích, những lời phát biểu bị sửa đổi ngôn từ, và những lời thuật lại rời rạc của những nhân chứng trong lúc hoảng loạn".
Matt Taibbi của tạp chí Rolling Stone cho rằng phong trào đòi sự thật (vô tình) "cho những người ủng hộ Bush một lý do bác bỏ những sự chỉ trích đối với chính phủ" và nêu lên quan ngại về số người tin theo các giả thuyết về âm mưu ngày 11 tháng 9.
Người chọc cười trước đám đông là Bill Maher đã liên tục lên án những người đưa ra các giả thuyết về âm mưu 11 tháng 9 như là "những kẻ điên khùng."
Nhà ngôn ngữ học Noam Chomsky, khi đề cập đến giả thuyết chính phủ Hoa Kỳ tham dự vào các vụ tấn công ngày 11 tháng 9, đã phát biểu rằng "các chứng cớ được đưa ra thật sự không có giá trị". Mặc dù chính phủ Mỹ chắc chắc hưởng lợi từ sự kiện này nhưng "mọi hệ thống độc tài trên thế giới đều được lợi từ sự kiện 11 tháng 9". Ông cho rằng có sự rủi ro to lớn về rò rỉ thông tin, "chính là một hệ thống đầy lỗ thông và các bí mật khó mà giữ được", và những hậu quả rò rỉ thông tin là rất bất lợi đối với đảng Cộng hòa cho nên việc thực hiện một âm mưu như thế là một hành động ngu xuẩn. Ông bác bỏ những luận điểm mà những người ủng hộ giả thuyết âm mưu đưa ra khi ông cho rằng "nếu bạn nhìn vào các bằng chứng đó thì bất cứ ai biết về khoa học cũng sẽ loại bỏ ngay chúng". Ông cho rằng thậm chí khi một cuộc thí nghiệm khoa học được tiến hành nhiều lần trong một môi trường có kiểm soát thì những hiện tượng và những sự việc xảy ra bất ngờ vẫn không giải thích được.
Giáo sư kỹ thuật thuộc Học viện Kỹ thuật Massachusetts, Thomas W. Eagar, ban đầu không muốn để ý đến những điều quan tâm của phong trào, có nói rằng "nếu việc này trở nên xu hướng lớn, tôi sẽ đích thân tham sự vào việc tranh luận". Phản ứng về một giả thuyết cho rằng Trung tâm Thương mại Thế giới bị phá hủy có điều khiển của Steven E. Jones, Eager nói rằng những người ủng hộ phong trào đòi sự thật về vụ 11 tháng 9 sẽ dùng phương pháp khoa học ngược đời để đi đến kết luận của họ vì họ "quyết định những gì đã xảy ra, loại bỏ tất cả những dữ liệu mà không phù hợp với kết luận của họ, và rồi tung hô rằng những gì họ tìm thấy là kết luận duy nhất có thể tìm thấy.
Cựu tổng thống Bill Clinton bác bỏ các giả thuyết về âm mưu ngày 11 tháng 9 khi cho rằng "11 tháng 9 không phải là một việc làm trong nước, đó là việc làm của Osama Bin Laden từ và 19 người đến từ Ả Rập Xê Út, họ đã sát hại 3000 người Mỹ và người ngoại quốc khác trong đó có người Hồi Giáo".
Tổng thống đương nhiệm vào lúc xảy ra sự kiện ngày 11 tháng 9 là George W Bush đã phát biểu tại Liên hợp quốc ngày 10 tháng 11 năm 2001 như sau: "Chúng ta phải nói thật về khủng bố. Chúng ta hãy không bao giờ chấp nhận những giả thuyết âm mưu láo xược về các vụ tấn công ngày 11 tháng 9; những luận điệu dối trá thâm độc nhằm đẩy tội ra khỏi tay của chính những kẻ khủng bố, những kẻ có tội. Kích động hận thù sắc tộc là trợ giúp bọn khủng bố".
Gọi những người đưa ra các giả thuyết về âm mưu ngày 11 tháng 9 là "the truthers" (tạm dịch: những người đòi sự thật), Bill Moyers phát biểu rằng họ "...đã quăng bỏ tất cả các bằng chứng về sự tham dự của al-Qaeda, từ những cuộc gọi điện thoại vào thời điểm đó của những nạn nhân trên các chuyến bay bị không tặc đến các cuộc thú nhận của những lãnh đạo al-Qaeda bị bắt và không bị bắt rằng họ thật sự đã làm việc đó. Rồi, bằng cách tái sử dụng một số kỹ thuật ngụy biện, như sử dụng các danh sách dài gồm những bằng chứng mang tính giả thuyết để khắc chế những chỗ thiếu vắng bất cứ bằng chứng thật sự nào,"những người đòi sự thật" chọn lựa một vài "điều dị thường" có tính giả thuyết để dựng lên một loạt các câu chuyện cho rằng các vụ tấn công là việc làm từ trong nước".

### Tiếng Anh
- patriotsquestion911.com
- ae911truth.org
- youtube.com/watch?v=ZyKR2-A0KPU
- google.com/images?q=Greg+Semendinger&um=1&ie=UTF-8&source=univ
- 9/11 Blueprint for Truth (2008 Edition) Lưu trữ ngày 21 tháng 5 năm 2010 tại Wayback Machine
- Italian former president,prime minister and minister of internal affairs Francesco Cossiga comment 30/11/2007
- Fidel Castro says U.S. fooled world over 9/11 Lưu trữ ngày 20 tháng 2 năm 2011 tại Wayback Machine
- Malaysian former Prime Minister Mahathir Mohamed comment in Jan 22 2010 on 9/11 truth Lưu trữ ngày 25 tháng 1 năm 2012 tại Wayback Machine
- Malaysian former Prime Minister Mahathir Mohamed comment in Jan 26 2010 on 9/11 truth Lưu trữ ngày 19 tháng 9 năm 2010 tại Wayback Machine
- Malaysian former Prime Minister Mahathir Mohamed comment in Sept 8 2011 Lưu trữ ngày 11 tháng 11 năm 2011 tại Wayback Machine
- '9/11 was an inside job': Full speech by Iranian President Mahmoud Ahmadinejad at UN 22/09/2010
- Roland Dumas - Fmr. Foreign Minister of France (1984-1986 and 1988-1993) Questions 9/11 16/12/2010
- Councilor Fujita Questions 9/11 ngày 10 tháng 1 năm 2008
- We Are Change UK - 9/11 Questioned in European Parliament
- A leading Japanese politician espouses a 9/11 fantasy 8/3/2010
- A danish scientist Niels Harrit, on nano-thermite in the WTC dust 10/04/2009
- Nano-thermite took down the WTC? Được tải lên bởi RussiaToday vào 09-07-2009
- Clash sur Fox News à propos du 11-Septembre 2001 5/2009
- "WTC7 -- Ceci est une Orange" (nouvelle version)
- 9/11 Debate: Loose Change Filmmakers vs. Popular Mechanics Editors of "Debunking 9/11 Myths"
- (Google Video from 17:15) 9/11 Debate: Loose Change Filmmakers vs. Popular Mechanics Editors of "Debunking 9/11 Myths" Lưu trữ ngày 25 tháng 4 năm 2011 tại Wayback Machine
- Video được quay từ một trực thăng của Sở cảnh sát New York 11/09/2001
- Robert Lewis' Documentary on the 9/11 Truth Movement, 2007
- Sự dối trá khủng khiếp - L'Effroyable imposture, Thierry Meyssan, 2002 ("9/11: The Big Lie"or "The Horrifying Fraud")
- ABCNews report: Inside a 9/11 'Truther' Convention ngày 8 tháng 3 năm 2010
- David Ray Griffin on Tucker Carlson's MSNBC show - ngày 9 tháng 8 năm 2006
- Steven Jones on "The Situation Room" with Tucker Carlson 20-04-2006
- "911 Revisited - Scientific and Ethical Questions" by Steven Jones at BYU 01/02/2006
- CSPAN2 9/11 Fraud: David Ray Griffin 18/94/2005
- Standown order ? CSPAN 911 Commission - Trans. Sec Norman Mineta Testimony
- Jesse Ventura's 9/11 theory - CNN Piers Morgan ngày 4 tháng 4 năm 2011 Lưu trữ ngày 31 tháng 8 năm 2010 tại Wayback Machine
- Reported Cell Phone Calls from the 9/11 Planes, David Ray Griffin Sept 7 2008
- David Ray Griffin "Time for second look" Hamburg 5/9/09 Lưu trữ ngày 10 tháng 5 năm 2011 tại Wayback Machine
- Alan Sabrosky, US Marine Corps veteran-The Autograph-07-13-2011 (Fixed youtube link deleted)[liên kết hỏng]
- Alan Hart (former ITN and BBC) discusses 9/11 CONTROLLED DEMOLITIONS 27/05/2010
- Former BBC Reporter Alan Hart Reveals 'Mossad' Involved in 9/11 on Alex Jones Tv 28/05/2010
- The Third Tower 2/2
- R.I.P. Danny Jowenko - WTC7 Demolition Interviews, 1 of 3
- Recovery Continues; No New Survivors ABCNews 18/09/2001
- The Zapruder Film of 9/11 - Daniel Sunjata - Building what Advertising campaign of 911 Truth
- 9/11 Explosive Evidence - Experts Speak Out Trailer - AE911Truth.org - 9/11/11 DVD
- The Media Response to the Growing Influence of the 9/11 Truth Movement. Part II: A Survey of Attitude Change in 2009-2010
- May 2011 BBC Interview with Dr. Niels Harrit
- Report of bin Laden’s death spurs questions from conspiracy theorists 3/5/2011
- The Disbelievers 8/9/2006
- Shooting at the Pentagon: John Patrick Bedell, suspect 9/11 truther 05/03/2010
- CIA WhistleBlower EXPOSES Everything! "Extreme Prejudice" Sept 23 2011

### Tiếng Pháp
- Thierry Ardisson reçoit Thierry Messan pour son livre "L'Effroyable imposture", 16 mars 2002

### Tiếng Việt
- Những lập luận trái chiều về vụ 11/9
- Chiến lược "Khổ nhục kế" trong lịch sử quan hệ quốc phòng và quân sự Lưu trữ ngày 17 tháng 7 năm 2011 tại Wayback Machine
- Vụ khủng bố 11-9: Đâu là sự thật?[liên kết hỏng] đăng ngày 10/09/2008
- 7 năm sau vụ 11-9: Giải mã bí ẩn "tòa tháp thứ 3" đăng ngày 05/07/2008
- Bí ẩn cuối cùng của vụ 11/9 được giải mã 05/07/2008
- Tại sao Tháp số 7 cũng sập?
- Vụ khủng bố 11-9 và những câu hỏi lớn
- Những câu hỏi chưa có lời giải về vụ 11/9 - 11/09/2011
- 6 video khắc hoạ ngày đen tối 11/9 - 09/09/2011
- Nhìn lại vụ khủng bố 11-9: Nhiều nghi vấn 10/09/2010
- Sự đầu cơ nhuốm máu 11/09/2010
- Sự thật vụ 11/9 được phơi bày, Israel sẽ bị diệt vong Thứ ba 03/04/2012